# Uta Schmuck

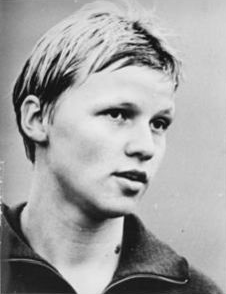
Uta Schmuck 1968

Uta Schmuck (* 19. August 1949 in Limbach, nach Heirat Uta Hoffmann) ist eine ehemalige Schwimmerin, die für die DDR startete.

## Karriere
Uta Schmuck begann ihre sportliche Karriere im Kutterrudern und im Seesport und wurde dabei für den Schwimmsport entdeckt. Ab 1967 trat sie für den SC Karl-Marx-Stadt an. 1967 schlug sie bei den DDR-Meisterschaften als Erste über 100 Meter Freistil an, wurde aber wegen einer falschen Wende disqualifiziert. Mit der Freistilstaffel belegte sie 1967 den zweiten und mit der Lagenstaffel den dritten Platz.
Bei den DDR-Meisterschaften 1968 belegte sie über 100 Meter Freistil den zweiten Platz hinter Martina Grunert, über 200 Meter war sie Dritte hinter Gabriele Wetzko und Martina Grunert. Mit der Freistilstaffel belegte sie den dritten Platz, mit der Lagenstaffel war sie Zweite. Bei den Olympischen Spielen 1968 trat sie in drei Disziplinen an. Über 100 Meter Freistil schied sie im Halbfinale aus. Mit der DDR-Lagenstaffel in der Besetzung Martina Grunert, Eva Wittke, Helga Lindner und Uta Schmuck erreichte sie den fünften Platz. Die DDR-4-mal-100-Meter-Freistilstaffel gewann in der Besetzung Martina Grunert, Uta Schmuck, Roswitha Krause und Gabriele Wetzko die Silbermedaille hinter der US-Staffel.
Nach den Olympischen Spielen sollte sie mit dem Vaterländischen Verdienstorden ausgezeichnet werden, lehnte die Ehrung aber zunächst mit der Begründung ab, „dass Sport Privatsache und keine staatliche Angelegenheit sein sollte“. Sie wurde dann überredet, die Ehrung doch anzunehmen, nun verweigerte sie aber die Annahme der mit der Ehrung verbundenen Geldprämie, „weil offiziell bekannt gegeben wurde, dass mit der Auszeichnung keinerlei materielle Zuwendungen verbunden sein würde“(sic). Schmuck erklärte in der Folge ihren Rücktritt vom Leistungssport, lernte Industriekauffrau. Jahrelang schlug sie sich mit verschiedenen Jobs durch, um sich und ihre 5 Kinder zu ernähren; unter anderem war sie 2 Jahre lang Objektleiterin des Sachsenburger Freibads. Nach dem Ende der DDR ließ sie in ihrem privaten Garten ein überdachtes 22-m-Becken errichten und gründete in Sachsenburg, heute Ortsteil von Frankenberg/Sa. die "Schwimmschule Hoffmann".